# MyEarthDream
MyEarthDream je šesté album od rakouské kapely Edenbridge.

## Seznam skladeb
1. „The Force Within“ - 1:05
2. „Shadowplay“ - 5:25
3. „Paramount“ - 4:24
4. „Undying Devotion“ - 4:38
5. „Adamantine“ - 6:15
6. „Whale Rider“ - 4:13
7. „Remember Me“ - 3:38
8. „Fallen from Grace“ - 4:46
9. „Place of Higher Power“ - 5:09
10. „MyEarthDream Suite for Guitar and Orchestra“ - 6:47 (digipack bonus track)
11. „MyEarthDream“ - 12:37